# The Drunkard's Progress

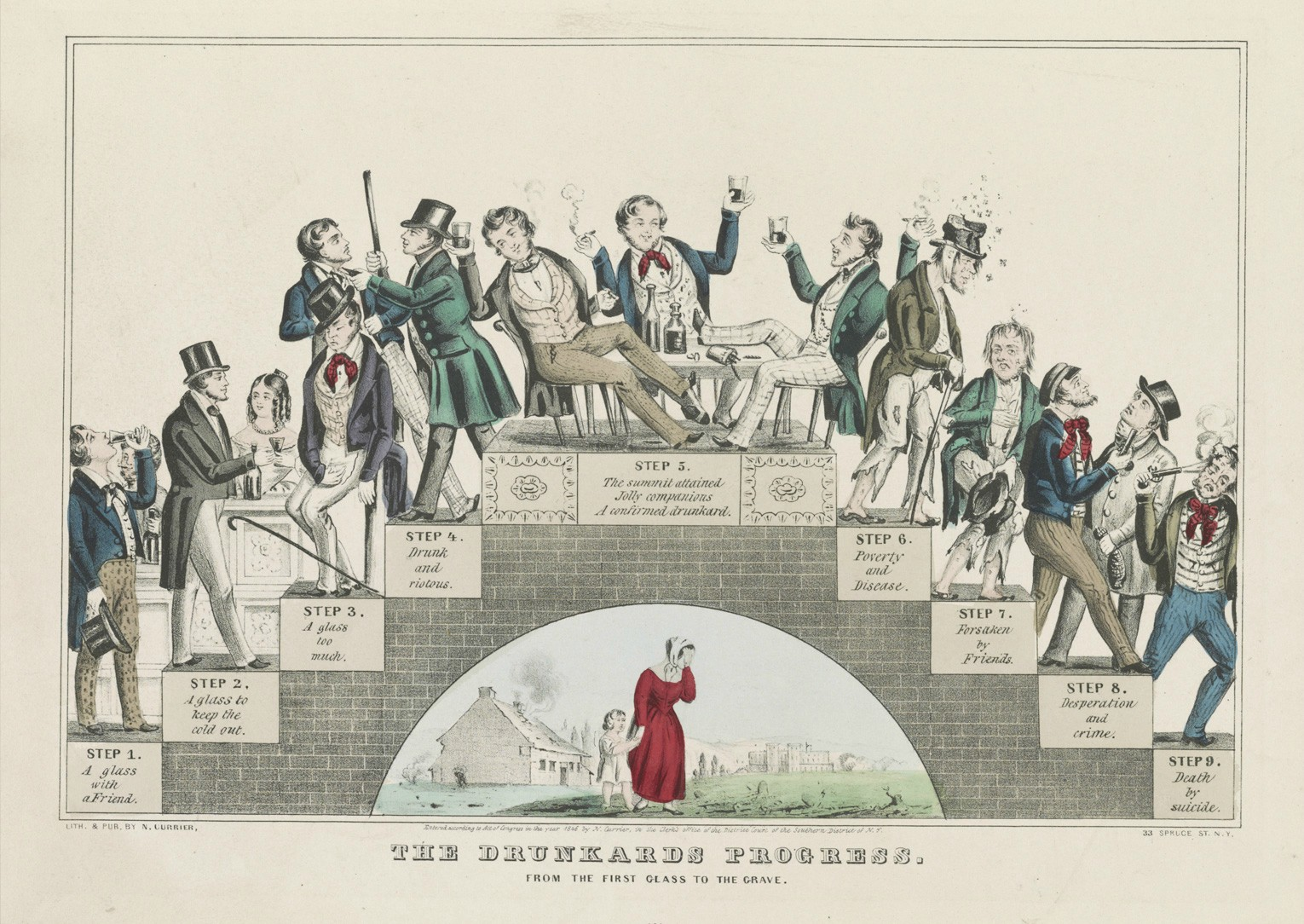
The Drunkard's Progress: From the First Glass to the Grave. Nathaniel Currier, 1846..

The Drunkard's Progress: From the First Glass to the Grave («El progreso del borracho: del primer vaso a la tumba») es una litografía de 1846 de Nathaniel Currier. Es un lebenstreppe de nueve pasos sobre un arco de piedra que representa el viaje de un hombre a través del alcoholismo. A través de una serie de viñetas se muestra cómo un solo trago inicia un arco que termina en suicidio. Debajo de la estructura, la esposa y el hijo del protagonista lloran.
La litografía está basada en la obra de John Warner Barber de 1826, The Drunkard's Progress, or The Direct Road to Poverty, Wretchedness, & Ruin («El progreso del borracho, o el camino directo a la pobreza, la miseria y la ruina»).  La recepción de la crítica ha sido pobre desde que se publicó la imagen, pero influyó en otras obras con temas de templanza. The Drunkard's Progress se utiliza en las clases de historia estadounidense de la escuela secundaria para enseñar sobre el movimiento por la templanza.

## Antecedentes
Desde el siglo XIX hasta el inicio de la Prohibición en 1920, el movimiento por la Templanza fue una fuerza importante en la vida estadounidense y defendía la prohibición de las bebidas alcohólicas. El movimiento surgió del Segundo Gran Despertar y creció a través de reuniones de avivamiento y grupos misioneros. Para los reformadores de la época, el abuso del alcohol y la esclavitud eran vistos como los dos principales males sociales en Estados Unidos. Inicialmente, los defensores de la templanza presionaron para que la gente se abstuviera de beber solo bebidas destiladas, pero en 1840, el enfoque en las bebidas destiladas fue reemplazado por el ser abstemio en general.
La empresa que se convertiría en Currier & Ives fue fundada en 1834 por Nathaniel Currier. Se convertiría en el editor y fabricante de litografías producidas en masa en los Estados Unidos. Sus impresiones de bajo costo, que se vendían entre $0,15 y $3,00 dependiendo del tamaño (equivalente a $ 4 y $ 72 en 2023, respectivamente), se encontraron en hogares y negocios de todo el país. Las obras de Currier e Ives representaban principalmente escenas religiosas, moralistas y patrióticas, así como versiones idealizadas de la vida rural. The Drunkard's Progress es una de varias imágenes de su catálogo con temas de templanza que muestran cómo el consumo de alcohol conduce a la ruina.

## Creación
En 1826, John Warner Barber publicó The Drunkard's Progress, or The Direct Road to Poverty, Wretchedness, & Ruin («El progreso del borracho, o el camino directo a la pobreza, la miseria y la ruina»), una litografía de cuatro partes que representa el viaje de una familia al asilo de pobres debido al consumo de alcohol. Basado en el trabajo de Barber, Currier creó su libro de nombre similar The Drunkard's Progress: From the First Glass to the Grave («El progreso del borracho: del primer vaso a la tumba») en 1846.

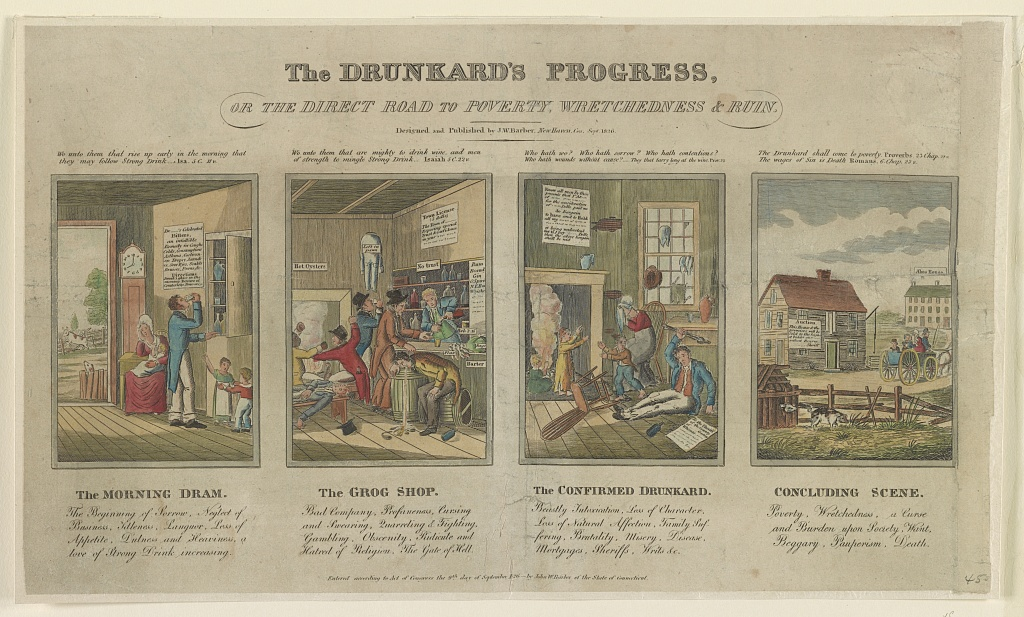
The Drunkard's Progress, or The Direct Road to Poverty, Wretchedness, & Ruin. John Warner Barber, 1826.

## Descripción
The Drunkard's Progress es un lebenstreppe, un dispositivo visual común en el siglo XIX. En el centro de la imagen hay un arco de piedra con escalones ascendentes y luego descendentes. La imagen utiliza las nueve escaleras para representar nueve etapas del alcoholismo, tal como las imagina Currier. Debajo de la estructura de piedra, la esposa y el hijo del protagonista masculino lloran junto a su casa en llamas.
Según el grabado, el camino hacia la ruina comienza con una singular bebida social proporcionada al protagonista por «una mujer de virtud evidentemente cuestionable». Luego pasa a beber para «evitar el frío» y luego, posteriormente, a la ebriedad. En el cuarto paso, el protagonista comienza a participar en actos violentos en estado de ebriedad. El arco alcanza su punto máximo con el hombre, cigarro en mano, de fiesta con amigos. El sexto escalón, y el primero hacia abajo, muestra al hombre cayendo en la pobreza debido al consumo de alcohol. Luego es «abandonado por amigos», lo que lo lleva a recurrir al crimen. La etapa final muestra al protagonista muriendo por suicidio.

## Recepción y legado

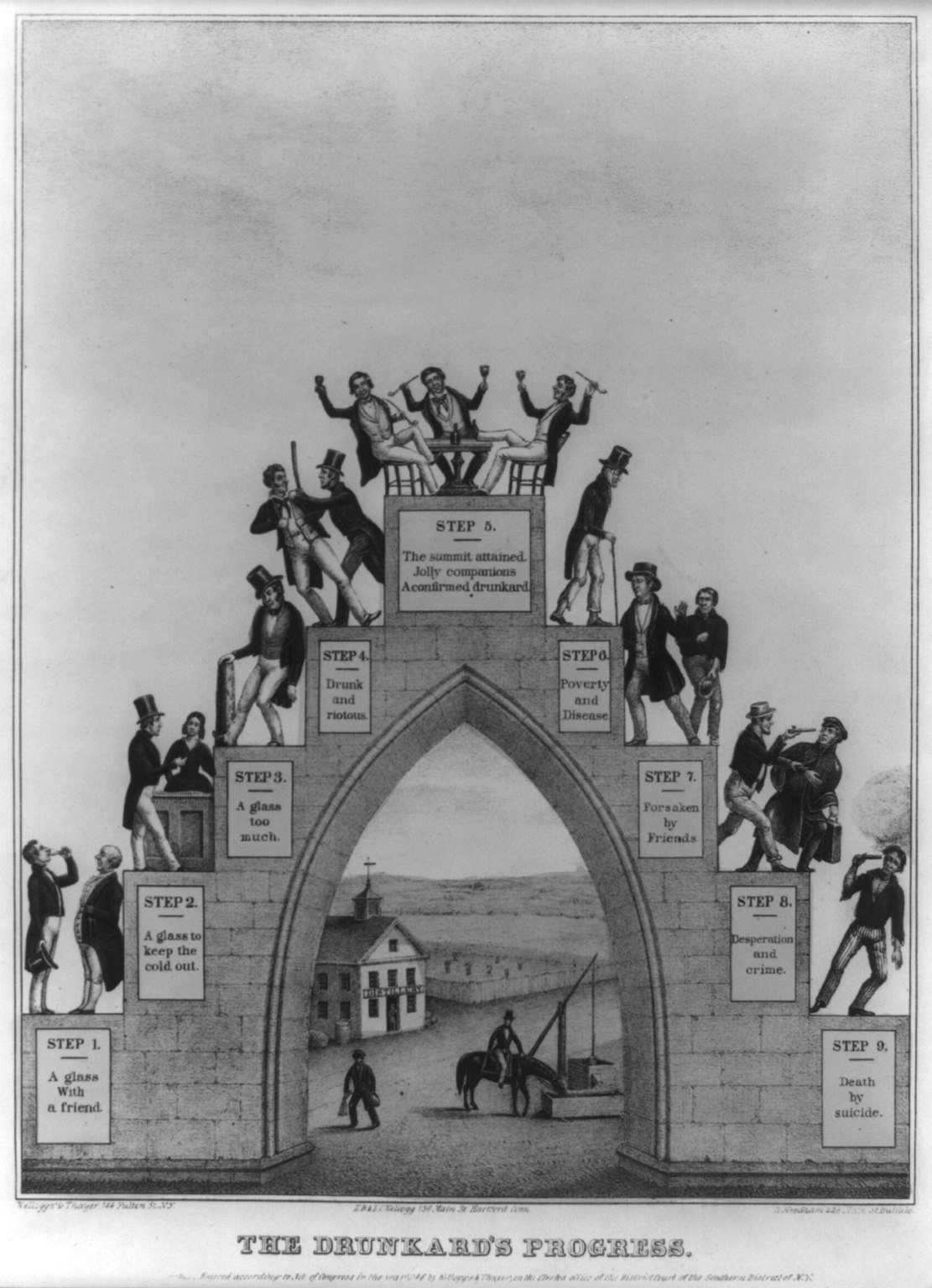
The Drunkard's Progress. Hermanos Kellogg, 1864.

The Drunkard's Progress ha sido por lo general criticado negativamente por comentaristas. Escribiendo para The Baltimore Sun en 1930, Robert Sisk encontró que la litografía era contraproducente al hacer que el protagonista muriera de un disparo en lugar de beber. Douglas Naylor lo describió como «merecedor de un premio» en un artículo de 1933 en The Pittsburgh Press. En 1984, Tess Panfil, que escribía para The Berkshire Eagle, encontró que el trabajo estaba sobrecargado en su reseña de una exposición de Currier & Ives.
El mismo año que Currier, los Hermanos Kellogg lanzaron su propia versión de The Drunkard's Progress. En la versión de los Kelloggs, la familia del protagonista es reemplazada por una destilería y un hombre que sale al frente con dos bolsas de dinero. El profesor de inglés John William Crowley sugiere que los hermanos Kellogg copiaron su versión de Currier.
Con The Drunkard's Progress, Currier estableció el arco argumental utilizado en las novelas sobre la templanza: un primer trago que conduce rápidamente a una muerte prematura. Mary Grover, or, The Trusting Wife: A Domestic Temperance Tale fue escrita explícitamente por Charles Burdett para convertir la imagen en un libro. George's Mother de Stephen Crane también fue influenciada por la litografía.
El trabajo se presenta como fuente primaria en las clases de historia estadounidense para enseñar sobre el movimiento de templanza. Un profesor de estudios sociales dijo que lo usa porque la progresión del alcoholismo representada coincide estrechamente con el mensaje de la programación antidrogas en escuelas como DARE. Los estudiantes han comparado el mensaje simplista de «just say no» de The Drunkard's Progress con Faces of Meth.